# Чернечья гора
Чернечья гора (укр. Чернеча гора, или Тарасова гора, Монашеская гора) — широкое возвышение, продлевающееся с севера на юг у правого берега реки Жабянка в Каневе (149 км от Киева), на котором находится Шевченковский национальный заповедник «Тарасова гора», место захоронения поэта Т. Г. Шевченко.
Название «Чернечья гора» происходит от слова «чернец» (послушник, монах).

## История
В августе 1941 года на возвышенности проходила линия фронта. Оборону держал П. П. Вершигора вместе с парой десятков бойцов дивизии народного ополчения. 15 августа 1941 немецкие войска заняли Канев. Заповедник был разграблен.

## Шевченковский национальный заповедник
Первый на Украине историко-культурный заповедник который был удостоен статуса национального. Расположен в 4 км южнее центра Канева. Общая площадь заповедника составляет 2500 га. В состав заповедника входят восемь памятников культурного наследия. Заповедник так же включает музей.

## Международный мотофестиваль «Тарасова Гора»
Международный мотофестиваль «Тарасова гора» проходит с 2003 года. За год до этого прошёл местный съезд байкеров